# Jeffrey Hammond
Jeffrey Hammond (* 30. července 1946 v Blackpoolu) byl baskytarista rockové skupiny Jethro Tull. (Někdy bývá uváděn též jako Jeffrey Hammond-Hammond).
Hammond převzal příjmení Hammond-Hammond jako vtip, protože příjmení jeho otce i matky za svobodna bylo stejné. V interview někdy uváděl, že jeho matka se rozhodla ponechat si své dívčí jméno, stejně jako to udělala manželka amerického prezidenta Eleanor Rooseveltová.

## Historie
Byl jedním z několika členů skupiny, pocházejících z Blackpoolu v Anglii a potkával se s Ianem Andersonem, John Evanem a Barriemore Barlowem ve škole, když mu bylo 17 let. Po dokončení základní školy se rozhodl pro studium malířství, ale v lednu roku 1971 se přidal k Jethro Tull. V období, kdy členové J. Tull používali na koncertech divadelní kostýmy, začal Jeffrey nosit černo-bíle pruhovaný oblek a hrál na stejně vybarvenou baskytaru, což se stalo jeho poznávacím znamením při koncertních představeních Thick as a Brick. Hammond oblek spálil v prosinci 1975, při odchodu ze skupiny, kdy jej nahradil John Glascock. 

## Diskografie
- Aqualung (1971)
- Thick as a Brick (1972)
- Living in the Past (1972)
- A Passion Play (1973)
- War Child (1974)
- Minstrel in the Gallery (1975)

Skupinu opustil, aby pokračoval ve studiu výtvarného umění. Podle poznámky Iana Andersona, uvedené v reedici CD Minstrel in the Gallery v roce 2002: „Hammond se vrátil ke své původní lásce – malování a kytaru pověsil na hřebík, že už na ni nikdy nebude hrát.“